# Milan Vukcevich
Milan Radoje Vuksevich (Servisch: Милан Радоје Вукчевић, Milan Radoje Vukčević) (Belgrado, 11 maart 1937 - Shaker Heights, 10 mei 2003) was een Servisch-Amerikaanse schaker en FIDE meester die ook voor het voormalige Joegoslavië is uitgekomen.
In 1960 speelde hij mee met de Schaakolympiade. In de jaren zestig emigreerde hij naar de USA. Hij nam deel aan de strijd om het kampioenschap en werd derde. Vuksevich was een theoreticus, hij verdiepte zich liever in het probleemschaak dan in het bordschaak of correspondentieschaak.